# Fumichon
Fumichon (fy.mi.ʃɔ̃ⓘ) es una población y comuna francesa, situada en la región de Baja Normandía, departamento de Calvados, en el distrito de Lisieux y cantón de Lisieux-1.

## Demografía
| 167 | 146 | 131 | 178 | 185 | 244 |
| Para los censos de 1962 a 1999 la población legal corresponde a la población sin duplicidades (Fuente: INSEE [Consultar]) |     |     |     |     |     |